# Sapria
Genre
Sapria est un genre de plante de la famille des Rafflesiaceae.

## Systématique
Le nom correct complet (avec auteur) de ce taxon est Sapria Griff..
Sapria a pour synonyme :
- Richthofenia Hosseus

## Liste des espèces
Selon GBIF (18 mai 2025) :
- Sapria griffithii Hook.f.
- Sapria griffithii R.Br., 1844
- Sapria himalayana Griff.
- Sapria myanmarensis Nob.Tanaka, Nagam., Tagane & M.M.Aung
- Sapria poilanei Gagnep.
- Sapria ram Bänziger & B.Hansen